# DJuSSz-6 Winnica
DJuSSz-6 Winnica (ukr. ДЮСШ №6, Дитячо-юнацька спортивна школа №6, Dytiaczo-Junaćka Sportywna Szkoła nr 6) – ukraińska szkoła sportowa w Winnicy, specjalizująca się w szachach i warcabach.

## Historia
Szkoła powstała w 1993 roku. W swojej historii organizowała m.in. mistrzostwa Ukrainy juniorów, uczestniczyła również w imprezach masowych. W latach 2023 i 2025 wystawiona przez szkołę drużyna zdobyła trzecie miejsce w mistrzostwach Ukrainy.
Wychowankami szkoły są m.in. Serhij Fedorczuk i Illa Nyżnyk.